# Hrubá Vrbka
Hrubá Vrbka är en ort i Tjeckien.   Den ligger i regionen Södra Mähren, i den sydöstra delen av landet, 260 km sydost om huvudstaden Prag. Hrubá Vrbka ligger 257 meter över havet och antalet invånare är 698.
Terrängen runt Hrubá Vrbka är kuperad åt sydost, men åt nordväst är den platt. Runt Hrubá Vrbka är det ganska glesbefolkat, med 30 invånare per kvadratkilometer. Närmaste större samhälle är Veselí nad Moravou, 11,7 km nordväst om Hrubá Vrbka. Omgivningarna runt Hrubá Vrbka är en mosaik av jordbruksmark och naturlig växtlighet.